# Сулові
Сулові або олушеві (Sulidae) — родина морських птахів, які, залежно від класифікації, належать до ряду сулоподібних, пеліканоподібних або лелекоподібних. Інколи всі види сулових розміщають в єдиному роді Sula. Це великі або середнього розміру птахи, що живляться шляхом полюванням на рибу, пірнаючи з висоти або переслідуючи здобич під водою.

## Поширення
Сулові гніздяться на островах поблизу всіх материків, крім Антарктиди і північної частини Тихого океану. Види, що населяють помірні і холодні широти, перелітні і можуть здійснювати далекі міграції.

## Опис
Великі птахи завдовжки до 1 м і розмахом крил до 2 м. Добре плавають. Політ дуже швидкий, можуть довго ширяти. Пірнають, пікіруючи з невеликої висоти, з повним зануренням. По землі ходять добре, можуть бігати. Забарвлення біле або коричневе. Статевий диморфізм у забарвленні відсутній. Крила довгі, вузькі, загострені. Хвіст довгий, клиноподібний. Шия довга, товста. Дзьоб конічний з зазубреними краями, забарвлений в яскраві кольори, так само як і безпері ділянки на підборідді і навколо очей. Для сулових характерний великий розріз рота, що заходить за очі, і зарослі ніздрі, через які птахи не дихає.

## Спосіб життя
Морські птахи, що тримаються поблизу узбережжя і далеко у відкрите море не залітають. Трапляються зазвичай невеликими зграями по 10-100 птахів. Живляться майже суто рибою, переважно оселедцевими. За здобиччю пірнають з висоти 15-30 м, складаючи крила. Під водою перебувають декілька секунд. Моногамні птахи. За винятком одного виду, гніздяться колоніями на островах, рідше на материкових скелях. Два види влаштовують гнізда на деревах і кущах. У кладці 2-3 яйця. Насиджують почергово обидва партнери. Насідних плям немає. Вони гріють яйця на плавальних перетинках, які до цього часу сильно товщають і рясно забезпечуються кров'ю. Пташенята вилуплюються голими і сліпими, потім покриваються світлим пухом. Виліт пташенят з гнізда відбувається у віці 12-20 тижнів.

## Види
Родина включає 10 сучасних видів:
- Рід Morus
  - Сула атлантична (Morus bassanus)
  - Сула африканська (Morus capensis)
  - Сула австралійська (Morus serrator)
- Рід Papasula
  - Сула чорнокрила (Papasula abbotti)
- Рід Сула (Sula)
  - Сула жовтодзьоба (Sula dactylatra)
  - Сула насканська (Sula granti)
  - Сула білочерева (Sula leucogaster)
  - Сула блакитнонога (Sula nebouxii)
  - Сула червононога (Sula sula)
  - Сула перуанська (Sula variegata)

## Палеонтологія
Родина виникла в ранньому еоцені на заході океану Тетіс. Найближчими родичами сулових є бакланові та змієшийкові.
Викопні форми
- Masillastega (ранній еоцен, Німеччина)
- Eostega (пізній еоцен, Румунія)
- Sulidae gen. et sp. indet. (пізній олігоцен, Німеччина)
- Sulidae gen. et sp. indet. ((пізній олігоцен, Південна Кароліна, США)
- Empheresula (пізній олігоцен, Німеччина, Франція)
- Microsula (пізній олігоцен, Південна Кароліна, США)
- Sarmatosula (середній міоцен, Румунія)
- Miosula (пізній міоцен, Каліфорнія)
- Palaeosula (ранній пліоцен, Каліфорнія)
- Rhamphastosula (ранній пліоцен, Перу)
- Bimbisula (середній пліоцен, Південна Кароліна, США)[3]
- Sulidae gen. et sp. indet. (пізній пліоцен, Італія).